# Hubert-Houben-Stadion
Das Hubert-Houben-Stadion in Goch (Kreis Kleve) ist ein Fußball- und Leichtathletikstadion und die Heimspielstätte der Fußballmannschaft von Viktoria Goch.
Das Stadion ist nach dem gebürtigen Gocher Hubert Houben benannt, der zu den weltbesten Sprintern in den 1920ern gehörte. 
Das Stadion steht an der Marienwasserstraße und gehört der Stadt Goch.
Das Stadion fasst 8500 Zuschauer, wovon 2500 überdachte Sitz- und Stehplätze vorhanden sind. Um das Stadion herum befindet sich eine moderne Laufbahn, die im Jahre 2004 erneuert wurde. Des Weiteren verfügt das Fußballstadion über eine sehr gute und moderne Flutlichtanlage.   
Außer einem großzügigen Fußballplatz verfügt das Stadion noch über eine Hochsprunganlage, eine Weitsprunganlage und bietet auch die Möglichkeit für Hammer- und Speerwurf sowie für Kugelstoßen.

## Weitere Nutzung
Das Hubert-Houben-Stadion wird in Goch und Umgebung sehr oft für Bundesjugendspiele und weitere Wettkämpfe von Schulen benutzt. 
Vor allem das Städtische Gymnasium Goch, welches direkt am Stadion beheimatet ist, nutzt diese Möglichkeit sehr häufig.
Im Jahr 2006 wurde unter anderem Freundschaftsspiele zwischen Borussia Mönchengladbach, dem FC Schalke 04, dem FC Fulham und Alemannia Aachen ausgetragen. 
Außerdem fanden einige Spiele der U17-Frauen-EM dort statt.
Am 24. Juli 2018 spielte die deutsche U20 Frauen-Nationalmannschaft im Hubert-Houben-Stadion gegen die niederländische U 20-Auswahl. Es war das letzte Vorbereitungsspiel für die damals anstehende Weltmeisterschaft in Frankreich.

## Zuschauerrekord
Der bisherige Liga-Zuschauerrekord des SV Viktoria Goch im Gocher Hubert-Houben-Stadion liegt bei 6500 Zuschauern. Dieser kam in der Saison 1985/86 gegen RW Essen zustande. 
Im Jahre 2006 kamen bei einem Freundschaftsspiel zwischen Borussia Mönchengladbach und dem FC Schalke 04 8500 Zuschauer ins Gocher Hubert-Houben-Stadion.
Damit war das Stadion zum ersten Mal in der Vereinsgeschichte ausverkauft.  